# Pieter Nason
Pieter Nason (Amsterdam, 1612 – La Haye, entre 1688 et 1691), est un peintre hollandais.

## Biographie
Portraitiste et peintre de natures mortes, il vit à Amsterdam jusqu'en 1638, puis à La Haye à partir de 1639, il est doyen de la guilde en 1654, 1657 et en 1658, lorsque la nouvelle association de la Confrérie Pictura s'établit dans la ville. 

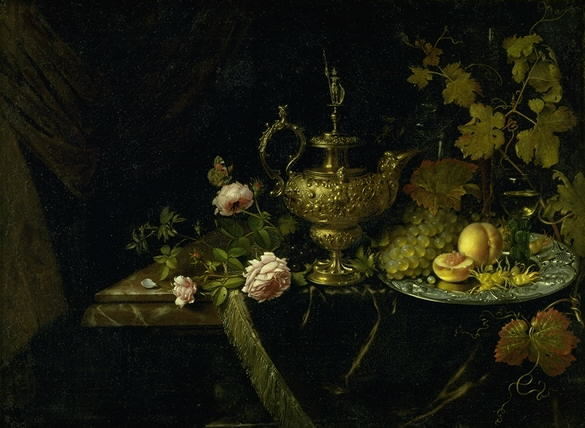
Nature morte, Statens Museum for Kunst, Copenhague

Ses portraits, dont le Portrait d'un homme de 1648, aujourd'hui au Musée national de Varsovie, le portrait de Guillaume Frédéric Comte de Nassau de 1662, aujourd'hui au Mauritshuis de La Haye, un Portrait d'homme et un Portrait de femme de 1668 au Musée Boijmans Van Beuningen de Rotterdam, le Portrait du prince d'Orange du Metropolitan Museum of Art de New York, révèlent l'influence de son maître Jan Ravesteyn. 
Nason devient peintre de cour à Berlin en 1666. Ses portraits, raffinés et élégants, préfigurent le siècle suivant, tandis que ses natures mortes, composées d'objets précieux, rappellent le style de Nicolaes Eliaszoon Pickenoy et de Meda. 